# NCUBE

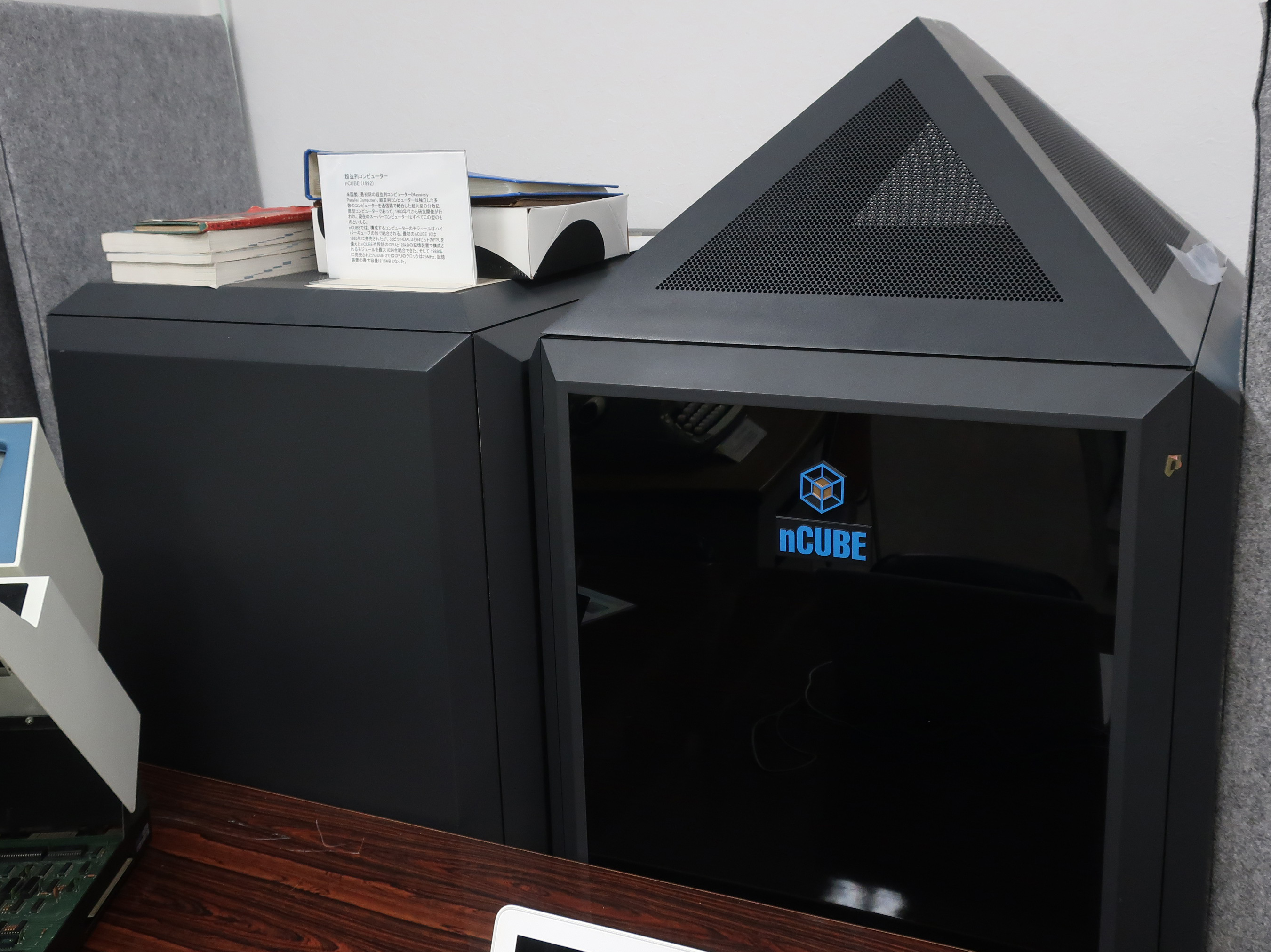
nCUBE2

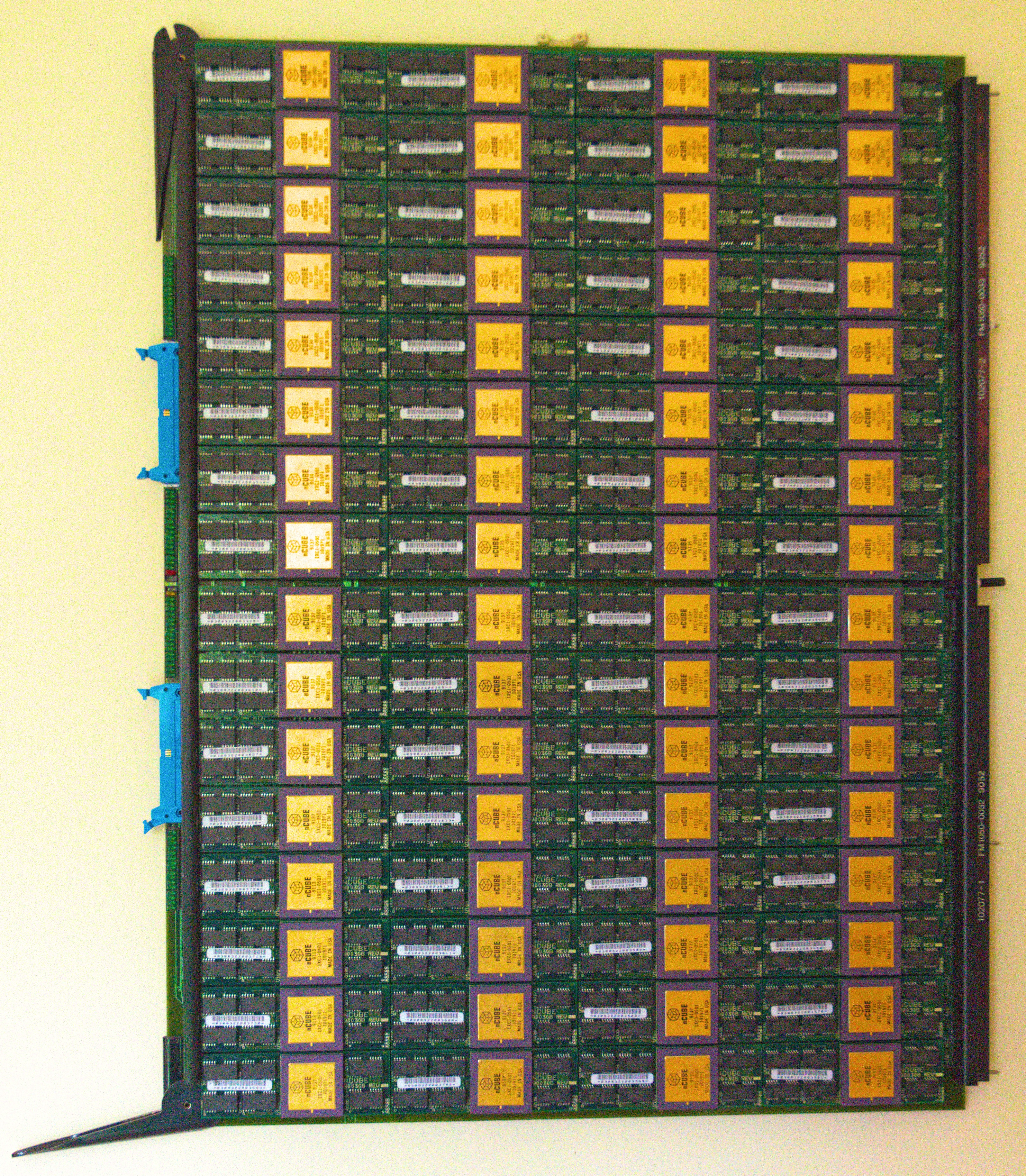
nCUBE2のプロセッサボード

nCUBEは、超並列コンピュータのシリーズ名であるとともにそれを開発した企業名でもある。初期のハードウェアは独自のマイクロプロセッサを使っていた。その後、独自のマイクロプロセッサの設計をやめて、サーバ向けの他社製チップで超並列マシンを作成。最近までストリーミング配信（ビデオ・オン・デマンド）に特化したサーバとして販売していた。現在はC-CORというネットワーク関連の企業に買収されている。

## 歴史
- 1983年 - インテルの社員が、インテルが並列コンピューティング市場になかなか踏み出さないことに欲求不満を感じ、nCUBE社を設立した（インテルはその後1989年に市場に参入）。
- 1985年12月 - 最初のnCUBEのハイパーキューブマシンnCUBE 10がリリースされる。
- 1988年 - オラクル社のラリー・エリソンはnCUBEに興味を持ち大株主となった。nCUBE社の本社はオラクル社のすぐ近くに移転されることとなった。
- 1989年6月 - 第二世代のマシンnCUBE 2をリリース。
- 1994年 - nCUBEは株式上場するまでに成長した。
- 1995年 - 第三世代のマシンnCUBE 3をリリース。
- 1996年 - エリソンは nCUBE を縮小（上場廃止）させ、CEOに就任してオラクル社のネットワークコンピュータ部門に編入した。その後、nCUBE社は完全にストリーミング配信サーバのメーカーとなる。
- 1999年 - nCUBE社はストリーミング配信とそれにCMを挿入するソフトウェアを開発していた SkyConnect というベンチャー企業を買収した後、再度株式公開にこぎつけた。
- 2000年 - SeaChange International社から特許侵害で訴えられる。
- 2001年
  - 再度、上場廃止。
  - 4月：ITバブル崩壊と法廷闘争の負担から、nCUBE社は 17%の従業員をレイオフ（解雇）。
  - エリソンがCEOを辞めた。
- 2002年 - Foster Cityのオフィスを閉鎖。
- 2003年 - Louisvilleのオフィスを閉鎖。
- 2005年 - C-COR社に買収される。
- 2007年 - Arris社に買収される。

## 詳細

### nCUBE 10（1985年）
- 最大1024個のプロセッサモジュールを10次元のハイパーキューブと呼ばれる形のネットワークで接続している。
- プロセッサモジュール詳細
  - CPU: 32ビット、2MIPS
  - FPU: 64ビット、単精度 500KFLOPS、倍精度 300KFLOPS
  - メモリ: 128Kバイト RAM
  - オペレーティングシステム: Vertexが各モジュールで動作
- 一部のプロセッサモジュールは入出力用として周辺デバイスと接続されている。
- nCUBE 10同士を接続することも可能

### nCUBE 2（1989年）
- 最大4096個のプロセッサを12次元のハイパーキューブ接続で構成。
- プロセッサモジュール詳細
  - CPU: 32ビット、7MIPS
  - FPU: 64ビット、3.5MFLOPS
  - メモリ: 4～16Mバイト RAM（I/O用プロセッサモジュールはRAMが少ない）
  - 13本のI/Oチャネル（各20Mビット/s）のうち12本がプロセッサ間のハイパーキューブ接続に使用され、1本をI/Oに使用。ワームホール・ルーティングでCPU間メッセージを転送。
  - オペレーティングシステム: nCXマイクロカーネル
  - 1プロセッサモジュール、2プロセッサモジュール、4プロセッサモジュールがある。
- 入出力: SCSI、HIPPIなど

フロントエンドとしてサン・マイクロシステムズなどのワークステーションを使用する。nCXマイクロカーネルは200Kバイトで、ファイル操作を最大96分割して96個のCPUが並行して処理することができる。C言語とC++、NQS、Linda、ParasoftのExpressなどが動作した。オラクル社と共同でOracle Databaseも移植され、高性能データベースマシンとしても販売された。このときの技術がのちのOracle 10gのグリッド・コンピューティング技術につながっている。実際に納入された最大のnCUBE 2システムは Sandia National Laboratories の 1024プロセッサモデルで、1.91GFLOPSの性能を記録している。

### nCUBE 3（1995年）
- 最大65536個のプロセッサを16次元のハイパーキューブ接続で構成。
- プロセッサは64ビットで50MHzで動作し、スーパースケーラ機能と16Kバイトの命令キャッシュ、MMUを内蔵して仮想記憶をサポート。
- I/Oチャネルは18本でそれぞれ100Mビット/sである。従来（シリアル）と異なり2ビットパラレルとなったため、ルーティングにフォールトトレラント性を持たせることもできた。
- 最大構成のnCUBE 3は3TIPS（MIPSの100万倍）、6.5TFLOPSの性能となるが、もちろん最大構成のマシンが納入されたことはない。